# Hupodonta pallida
Hupodonta pallida är en fjärilsart som beskrevs av Okano 1959. Hupodonta pallida ingår i släktet Hupodonta och familjen tandspinnare. Inga underarter finns listade i Catalogue of Life.